# Neiva
Neiva là một khu tự quản thuộc tỉnh Huila, Colombia. Thủ phủ của khu tự quản Neiva đóng tại Neiva Khu tự quản Neiva có diện tích 1544 ki lô mét vuông. Đến thời điểm ngày 28 tháng 5 năm 2005, khu tự quản Neiva có dân số 250838 người.